# سانت إتيان (فرنسا)
سانت إتيان (بالفرنسية: Arrondissement de Saint-Étienne)‏ هي دائرة إدارية فرنسية، في فرنسا، تقع في لوار، بلغ عدد سكانها 422,208  نسمة وذلك حسب إحصائيات سنة 2015، عاصمتها سانت إتيان، تبلغ مساحتها 1,041 كيلومتر مربع.

## التقسيمات الإدارية
- Canton of Bourg-Argental [الإنجليزية]‏
- Canton of Le Chambon-Feugerolles [الإنجليزية]‏
- Canton of Firminy [الإنجليزية]‏
- canton of Pélussin  [لغات أخرى]‏
- Canton of Rive-de-Gier [الإنجليزية]‏
- Canton of Saint-Chamond-Sud [الإنجليزية]‏
- Canton of Saint-Étienne-Nord-Est-1 [الإنجليزية]‏
- canton of Saint-Étienne-Nord-Est-2  [لغات أخرى]‏
- canton of Saint-Étienne-Nord-Ouest-1  [لغات أخرى]‏
- canton of Saint-Étienne-Nord-Ouest-2  [لغات أخرى]‏
- Canton of Saint-Genest-Malifaux [الإنجليزية]‏
- Canton of Saint-Héand [الإنجليزية]‏
- Canton of La Grand-Croix [الإنجليزية]‏
- Canton of Saint-Étienne-Sud-Est-1 [الإنجليزية]‏
- Canton of Saint-Étienne-Sud-Est-2 [الإنجليزية]‏
- Canton of Saint-Étienne-Sud-Est-3 [الإنجليزية]‏
- Canton of Saint-Étienne-Sud-Ouest-1 [الإنجليزية]‏
- Canton of Saint-Étienne-Sud-Ouest-2 [الإنجليزية]‏
- Canton of Saint-Chamond-Nord [الإنجليزية]‏.